# マンションISP
マンションISP（マンションあいえすぴー）とは、マンションなど集合住宅の全戸に、一括してインターネットを提供するサービス、または提供会社のこと。ISPはインターネットサービスプロバイダの略。
提供会社においては「マンション全戸加入プラン」「マンション全戸一括インターネット」などのサービス名称が用いられ、不動産会社の募集においては「インターネット無料」「インターネット完備」などと表現される。

## 概要
マンションISPとは、マンションやアパート、ゲストハウスなどの集合住宅において、各部屋にあらかじめインターネットに接続するための設備が備え付けられているサービスである。そのため、入居者はインターネットの契約手続きを経ずに無料でインターネットを利用することができる。

### サービス名称
マンションISPの導入においては、主に物件オーナーや不動産管理会社がマンションISP提供会社と契約を結ぶ。提供会社によってサービス名称が異なり、NTT東西は「マンション全戸加入プラン」、マンションISPシェア1位のつなぐネットコミュニケーションズは「マンション全戸一括インターネット」などと呼称される。

### 完備と対応の違い
「インターネット無料」「インターネット完備」などの表記で不動産会社が入居者を募集しているケースがある。通常これらはマンションISPに該当し、入居者はLANケーブルを挿せばすぐにインターネットが利用でき、またWi-Fiがすでに飛んでいる場合もある。
しかし「インターネット対応」や「光ファイバー対応」などの表記の場合は、集合住宅の共有部まで光やインターネット設備があるというだけで、無料ではない場合がほとんどで、入居者が自分でインターネットを申し込んで開通することになる。

### 背景とニーズ
総務省の2008年通信利用動向調査によると、インターネットの人口普及率は75.3％、世帯におけるブロードバンド回線の割合は73.4％となった
。また、全国賃貸住宅新聞による2009年の賃貸住宅における「入居者が『絶対条件』と考える設備」ランキングによると、ブロードバンド設備が、単身者向け物件においては1位、ファミリー向け物件においても3位となっており、こうしたインターネットの普及と入居者のニーズの高まりを背景に、インターネットを備えた物件は増加している。

### シェア
MM総研による2020年3月末の全戸一括型マンションISPシェア調査によると、サービス提供戸数は315万件を超えた。うちシェアの半数近くを上位3社が占めている。
1. 22.7％ - つなぐネットコミュニケーションズ
2. 14.3％ - ファミリーネット・ジャパン（旧：パワードコム）
3. 11.2％ - D.U-NET

なお、同調査で全国的なマンションISP増加率は前年同月比で僅かに鈍化しており、これは新築物件への過剰供給、および既存物件への導入が停滞したためとしている。

## 利用方法

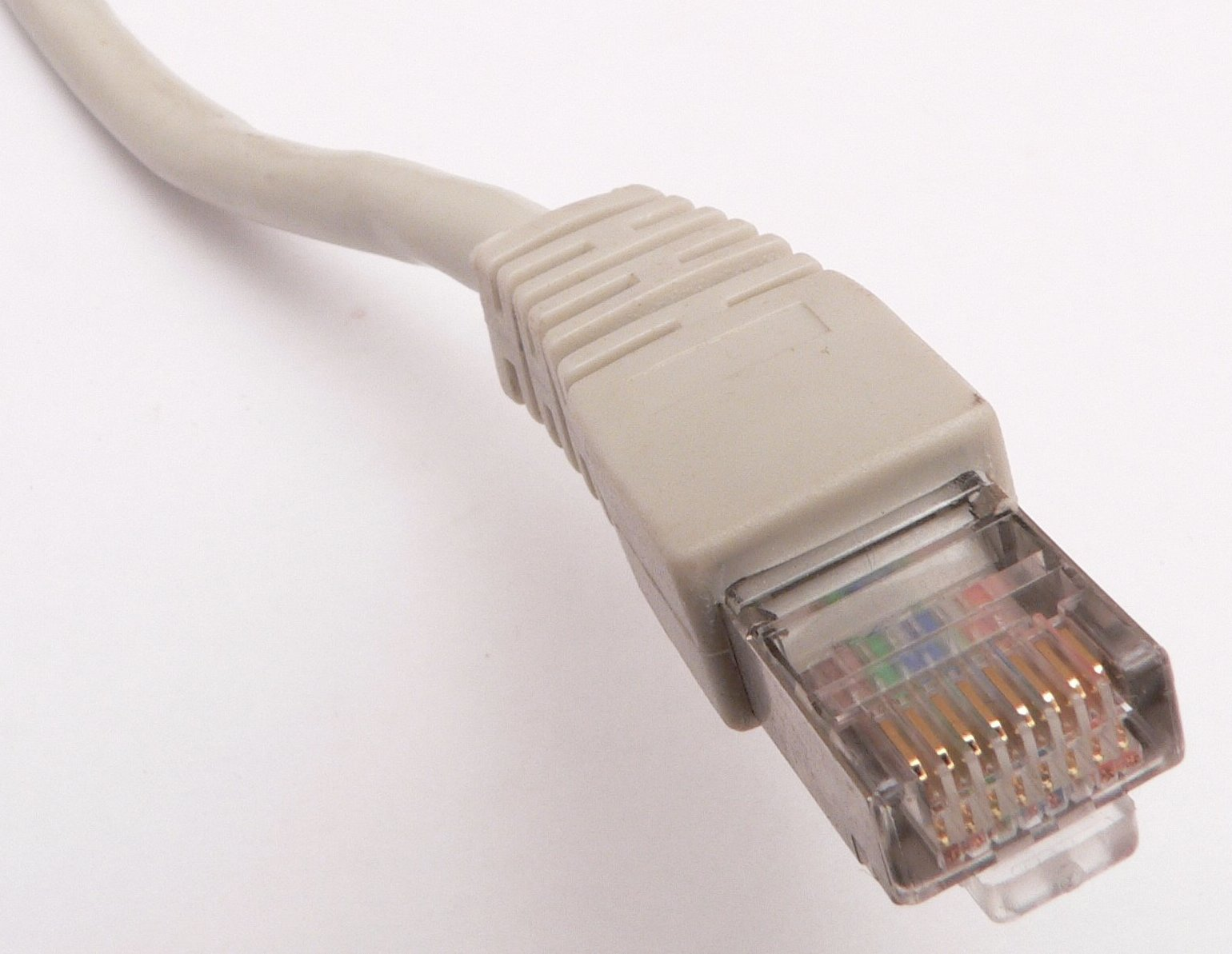
一般的なLANケーブル「RJ-45」

マンションISPでは、あらかじめ部屋にLANポート（差込口・コンセント）などのインターネット設備が備えられている場合が多く、LANポートとPC（パソコン）を接続するだけでインターネットが利用できる。新築マンションなどでは、埋め込み型のWi-Fiルーターがあらかじめ備えられている場合もある。
利用方法はおもにLAN方式とVDSL方式の2通りの利用方法があり、部屋にLANポートが無い場合は電話線とモデムを利用したVDSL方式となる。
LAN方式

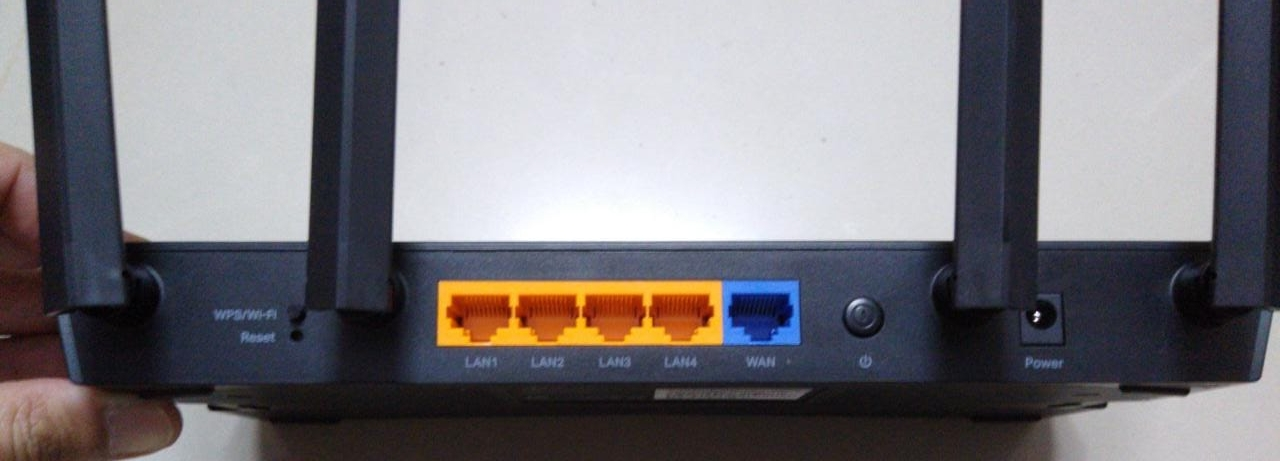
無線LANルーターのLANポート。WAN（青）と壁のLANポートと繋ぎ、LAN（黄）とPC・テレビ等を繋ぐ

- 有線 - 部屋のLANポートとPCをLANケーブルで接続するだけで利用可能[12]。
- 無線 - Wi-Fi・無線LANを使う場合は、LANポートと無線LANルーターをLANケーブルで接続する[12]。

LAN方式：Wi-Fi埋め込み型
- Wi-Fi - 部屋のLANポートに、Wi-FiのSSID・パスワード（PW）が記載されているため、それをPCやモバイル端末に入力・接続することでWi-Fiが利用可能[13]。
- 有線 - PCに有線接続する場合は、LANポートとPCをLANケーブルで接続するだけで利用可能[13]。

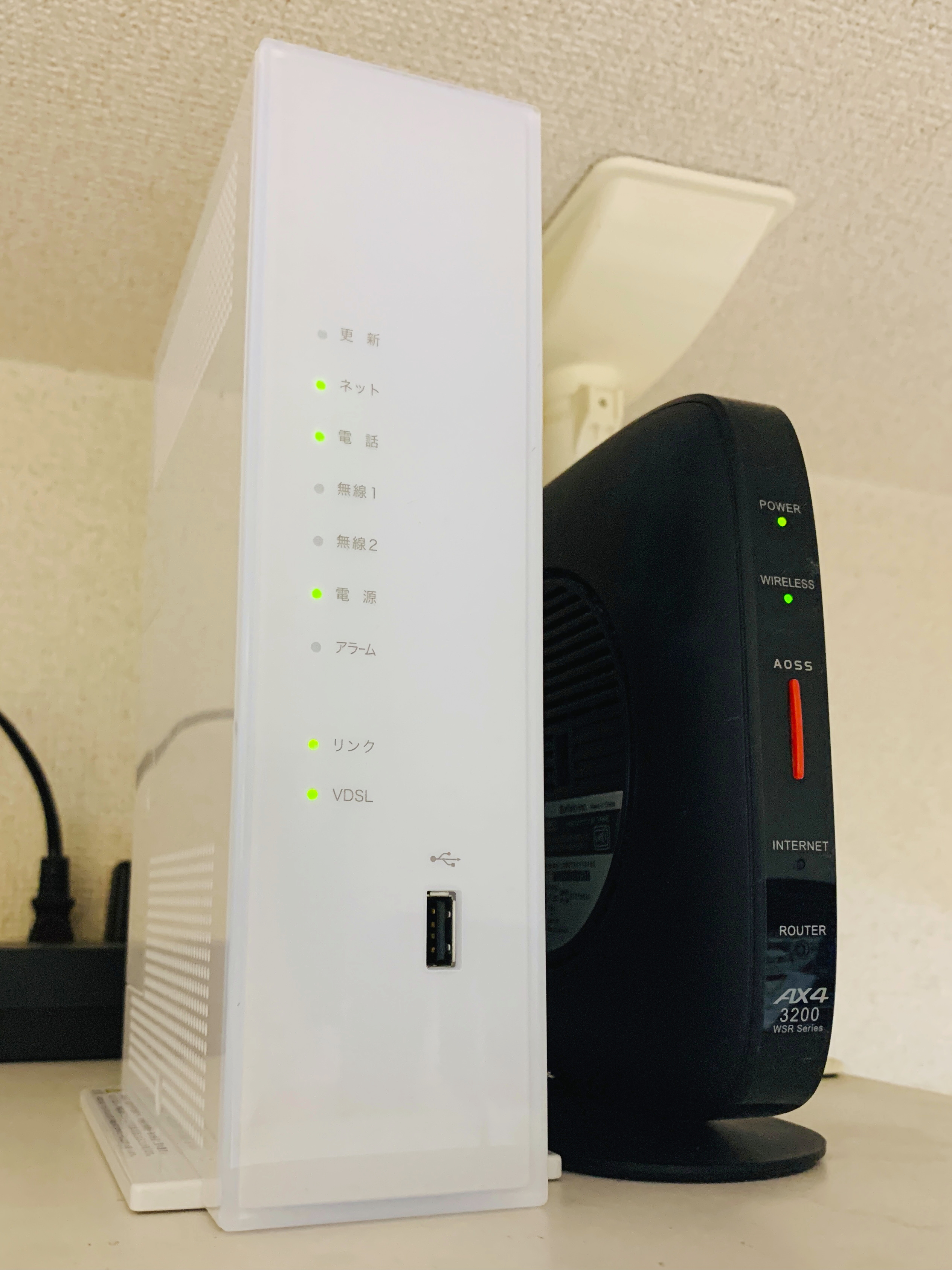
VDSLの機器。左（白）がモデム、右（黒）がルーター

VDSL方式
建物に光ファイバー設備やLAN設備が備えられていない場合は、従来の電話線を利用したVDSL方式が、マンションISPでも用いられている。
1. 部屋の電話線の差込口と、モデムを電話線で接続する[14]。
2. モデムのLANポートとPC・ルーター等をLANケーブルで接続する[14]。

- Wi-Fi - Wi-Fiはルーターに無線接続する[14]。
- 有線 - PCが1台の場合は、ルーターが無くてもモデムとPC直結で利用可[14]。
- 複数 - ただし接続する機器が複数ある場合は、モデムにルーターを繋ぐ必要がある[14]。

## メリットとデメリット

### メリット
入居者から見たメリット。
- 入居者は、入居と同時にインターネットを利用することができる。
- 無線LANルーターなどの機器をレンタルできる[15]。
- インターネットの契約は不要（建物オーナーや管理会社がプロバイダと契約しているため）

### デメリット
入居者から見たデメリットと注意点。
- 個別契約と比べ回線速度が遅い物件・時間帯がある。
- インターネット無料と歌われていても、実際には家賃や管理費に含まれていることもある。
- セキュリティの問題。他家の部屋のSSIDが表示されている等[17]。またVLAN接続の場合などは、他の部屋とのブロードキャストドメイン[18]が分割されているかなどの確認が必要[19][20]。一般的にはルーターを介しての利用であれば、この問題は解決される[21]。

### オーナーメリット
家主や管理会社などの物件オーナー側から見たメリット。
- 特に物件の過剰供給がいわれる賃貸不動産業界において、家主にとっては、比較的安価な設備投資で導入が可能なインターネット設備は競合物件との差別化をはかるための有用な設備更新のツールとして注目されている[22]。
- また、その物件の空室対策、付加価値向上において大きく貢献することが見込まれる[22]。

### オーナーデメリット
家主や管理会社などの物件オーナー側から見たデメリット。
- ずさんなインターネット回線敷設工事を行う業者[要出典]によっては、物件の外観が損なう可能性がある。
- インターネットサービスの契約内容によって異なるが、ランニングコストが発生することがデメリットにあたる[要出典]。
- 家主が悪質な業者により、高額な費用を請求されるなど悪質なリース契約に関するトラブルが発生している[要出典]。

## 機器の利用
上述したとおり、マンションISPにおいては入居と同時にインターネットが利用できる点がメリットであるが、提供会社や物件仕様によっては無線LANルーターや光電話ルーターなどの機器が必要となる場合もある。
ルーターなど機器の提供状況は、マンションISP会社によって異なる。有料・無料にかかわらずレンタル機器の提供が無ければ、利用者は自身でルーター等を購入する。またVDSLに必須なモデムは、部屋にあらかじめ設置している等、基本的に料金はかからない。
- UCOM光 レジデンス - 無線LANルーターや光電話ルーターは無料でレンタル可能（物件による）[15]。IP電話用機器は有料[25]。
- CYBERHOME - 壁面埋め込みWi-Fiルータは物件によりあらかじめ設置されている[26]。別途無線LANルーターが必要な際は利用者にて購入[23]。IP電話用機器は有料[27]。
- D.U-NET - 光電話サービスは提供していない。また無線LANルーターのレンタルは提供していない[28]。